# Sluka lesní
Sluka lesní (Scolopax rusticola) je velký monotypický druh bahňáka z čeledi slukovitých (Scolopacidae).

## Popis
Je velká jako holub (délka těla 33–38 cm, rozpětí křídel 55–65 cm), se zavalitým tělem a dlouhým zobákem. Opeření je kombinace šedé, okrové, tmavohnědé a rezavě hnědé barvy. Na rozdíl od bekasiny otavní má na temeni příčné (ne podélné) pruhy. Ptáci ve všech šatech jsou zbarveni podobně.

## Rozšíření
Hnízdní areál sahá od západní Evropy východně až po Japonsko. Převážně tažná, se zimovišti v západní Evropě, Středomoří, na Blízkém východě a v jižní Asii. V ČR vrcholí přílet od poloviny března do druhé poloviny května, odlet probíhá hlavně od října do listopadu. Mimořádně přezimuje i v Česku.
V České republice hnízdí na většině území, častěji od vyšších poloh po horní hranici lesa, zjištěna byla i v lužních lesích. Celková početnost byla v letech 2001–2003 odhadována na 2000–4000 párů (oproti 1500–3000 párům v letech 1985–89). Sluka lesní je zvláště chráněná jako ohrožený druh.
Hnízdí ve vlhkých listnatých nebo smíšených lesích s roztroušenými otevřenými plochami.

## Potrava
Živí se především červy, v menší míře také hmyzem, pavouky, semeny a částmi trav. Potravu hledá na zemi, a to i v nižších vrstvách půdy. Odtud ji dostává tzv. pícháním, při němž zabodává zobák do země, rozevře jeho špičku a díky hmatovým tělískům v něm kořist uchopí.

## Hnízdění
Hnízdí 1× až 2× do roka. Tok probíhá hlavně od března do dubna, ve vyšších polohách až do května. Samci při něm za soumraku obletují lesní linie (tzv. táhnou) a ozývají se charakteristickým pískáním nebo kvorkáním (měkký vrčivý hlas). V minulosti byly sluky právě při toku loveny. Poté se snáší k samici, která čeká na zemi, a zde také dochází k páření. Samice jsou polyandrické, což znamená, že se páří s více samci. Samec samici opouští již po dokončení snůšky, veškerou hnízdní péči tak obstarává sama. Hnízdo je mělký důlek v zemi, snůška čítá 4 (2–5) žlutavá, vzácněji i růžová, olivově, olivově hnědě nebo červenohnědě skvrnitá vejce o velikosti 43,5 × 33,5 mm. Délka sezení je 20–21 dnů. Mláďata opouštějí hnízdo krátce po vylíhnutí a plně nezávislá jsou zhruba ve věku 5–6 týdnů. U samice je známá schopnost přenášet mláďata v letu, nejčastěji přitisknutá nohama k břichu.

## Myslivost
Sluka lesní je v současné době řazena mezi celoročně hájené druhy zvěře. V minulosti byla lovena především v době jarního toku. Existují veršované myslivecké průpovídky, které doporučují lov sluk v době postu (od Popeleční středy do Květné neděle).
Např. „V postní dobu – sluky k lovu / Na kýchavnou – přitáhnou. / O družebné – nejvíc jich zde. / Na smrtelnou – ještě tu jsou. / Na květnou – hou, hou hou. / Po Veliké noci – odpočívají lovci.“ nebo „První neděle je Reminiscere – pozor dejte! Ta druhá je Oculi – sluky se k nám přitulí – přitáhly! Ta třetí je Laetare – množí se stále – toť pravé! Ta čtvrtá je Judica – mnoho jich už utíká – nemnohá! Ta pátá je Palmarum – tralárum – kdos nestřelil, máš utrum! A šestá je Quasimodo Geniti – už počaly hnízditi!“
Vzhledem k tomu, že se jedná o pohyblivé svátky, je toto doporučení zavádějící.
Sluka má velmi chutné maso, jedly se i její nevyčištěné vnitřnosti, ze kterých se dělala pomazánka zvaná slučí mázka nebo salmi. Slučí pírka se používala ve zlatnictví a malířství jako velmi jemné štětečky.

## Galerie

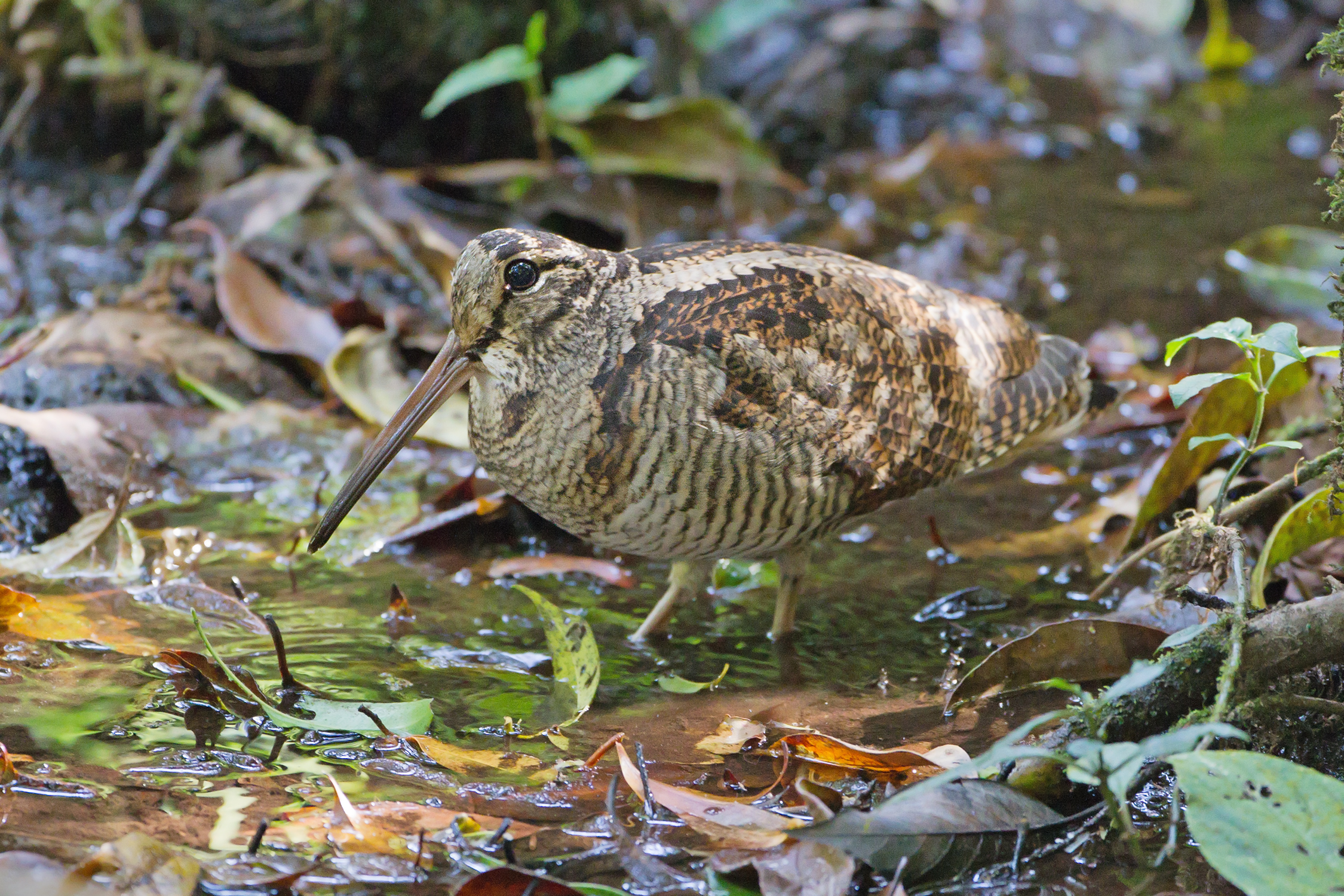
Sluka lesní
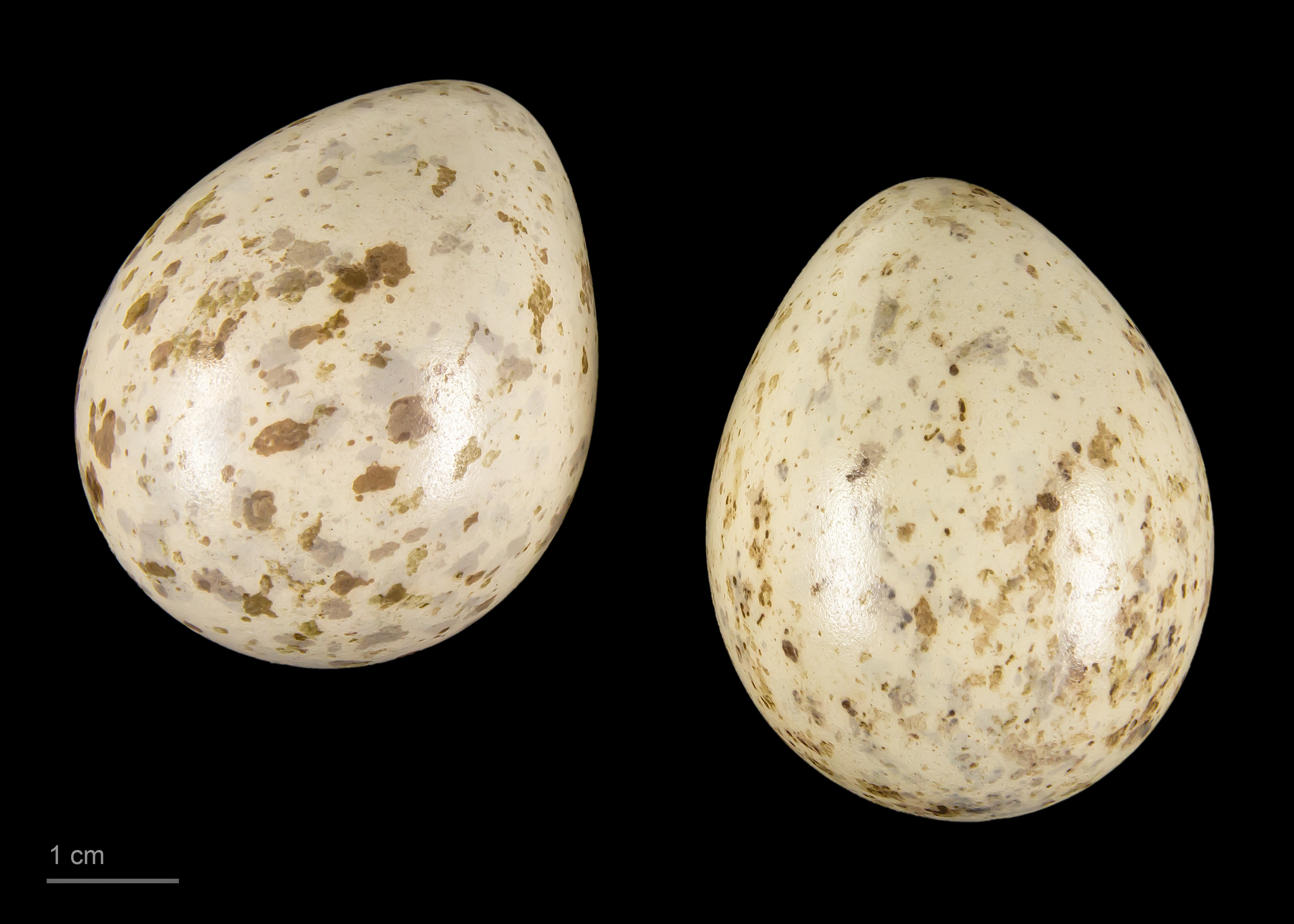
Vejce sluky lesní (Scolopax rusticola rusticola)